# Vaaltbrug

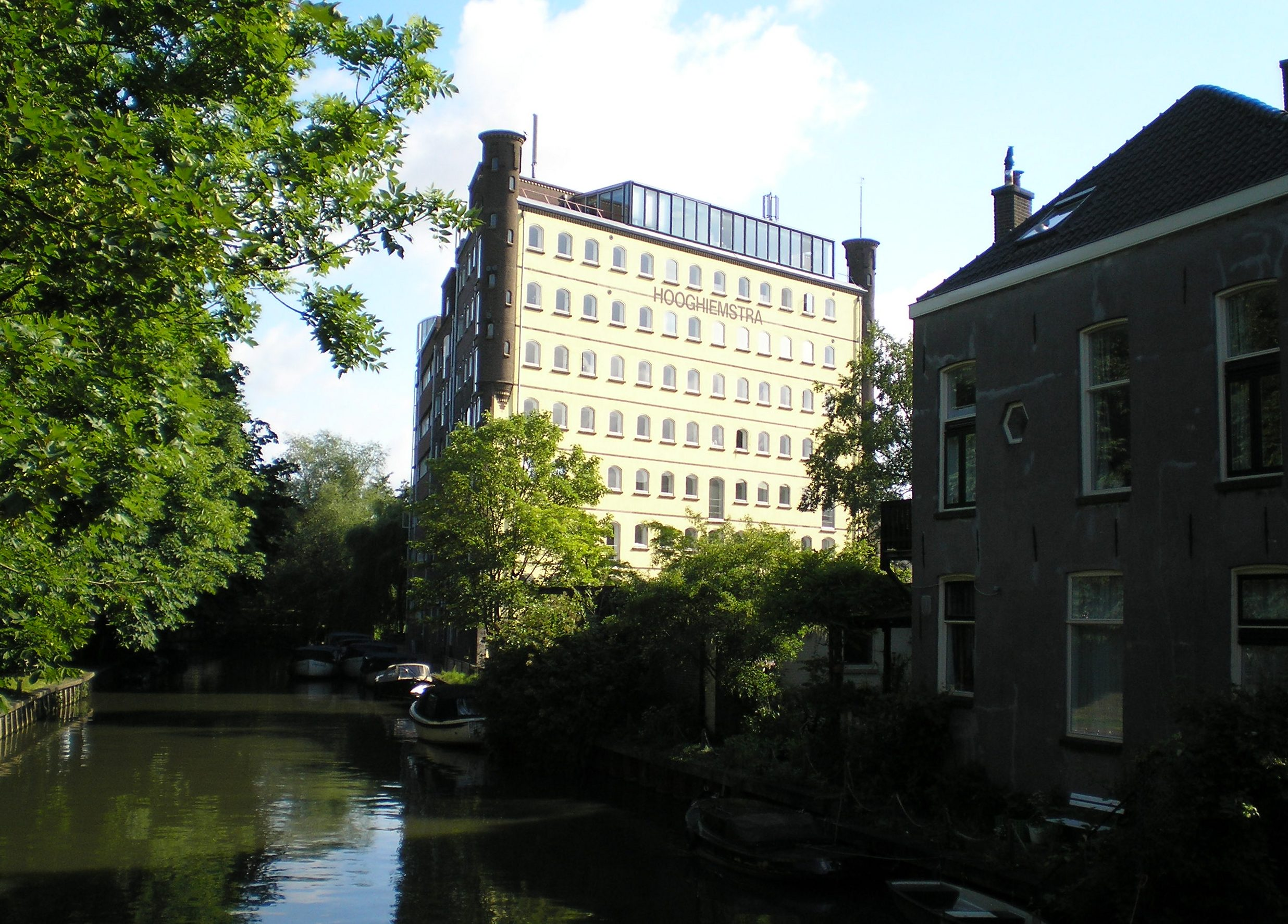
Hooghiemstra langs de Biltsche Grift gezien vanaf de Vaaltbrug waar vroeger de Vaalt was te Utrecht.

De Vaaltbrug is een ophaalbrug in de Nederlandse stad Utrecht. De brug overspant de Biltsche Grift.
De Vaaltbrug bevindt zich bij de uitmonding van de Biltsche Grift in de Stadsbuitengracht. Ze vormt via de Wittevrouwensingel enerzijds en Weerdsingel O.Z. anderzijds de verbinding tussen de buurten Wittevrouwen en Vogelenbuurt.
Haar naam heeft deze brug te danken aan de vroeger ernaast gelegen Vaalt, een terrein dat dienstdeed voor de gemeentelijke reiniging. De brugverbinding is uiterlijk in 1906 ontstaan. In de jaren 1930 reden er elektrische trams over. Gaandeweg volgde diverse malen een vernieuwing van de Vaaltbrug (ca. 1960 en ca. 1991).